# 廖子明
廖子明，GBS（1931年5月17日—2013年10月16日），香港資深法官，1994年至1999年任香港高等法院上訴庭法官。
廖子明曾於香港和英國兩地接受教育，1957年和1959年先後考獲英國和香港的執業大律師資格，其後於1973年10月奉委御用大律師，同年12月加入香港司法部成為法官。出任上訴庭法官以前，他歷任地方法院法官和高等法院原訟庭按察司等職，任內曾審理九龍交通部集體貪污案，又出任過法律改革委員會刑事訴訟保釋問題小組委員會主席，就保釋政策展開研究。他在業內以秉公審案和耐心著稱。
廖子明一家與中國共產黨關係密切，其父廖恩德曾任廣東省政協委員，胞妹廖瑤珠是第七及第八屆港區全國人大代表。他本人也富親中色彩，在任法官期間曾經訪問中國大陸。1997年香港主權移交前夕，他有意競逐香港終審法院首任首席法官的席位，但卻被指親中形象過於鮮明而落空。

## 生平

### 早年生涯
廖子明祖籍廣東惠陽，1931年5月17日生於香港，父親廖恩德是執業西醫，母親名郭美球。廖子明在家中六兄弟姊妹中排行第二，他的兄長廖子照是化學博士，在美國生活和工作；胞弟廖子光同樣僑居美國，在當地大學任職建築系教授；他的三名胞妹依次名廖瑤珠、廖琼珠和廖玲珠，其中廖瑤珠是執業律師。
廖子明一家與中國共產黨關係密切，中華人民共和國國務院僑務辦公室主任廖承志是他們的親戚；他的父親廖恩德曾長年兼任新華社香港分社診所主任，也是廣東省政協委員；胞妹廖瑤珠更曾獲中方起用為香港基本法起草委員會委員、港事顧問、香港特別行政區第一屆政府推選委員會委員和第七及第八屆港區全國人大代表等。
廖子明早年受教於香港華仁書院，1950年至1953年就讀香港大學，是馬禮遜堂宿生。畢業後，他前赴英國深造，主修法律，1957年7月考獲英國執業大律師資格。在英國執業兩年後，他在1959年3月返港成為執業大律師，並自設律師樓經營業務。

### 法律生涯
廖子明在香港從事私人執業長達14年，控辯兩方也曾代表過。他參與過較著名的案件，計有在1965年香港銀行擠提風潮期間，於當年5月夥同另一大律師貝納祺代表208名債權人入稟，要求禁制香港政府透過高等法院向陷入經營困難的廣東信託銀行發出清盤令，以維持債權人的權益。惟行動並不成功，廣東信託銀行最終仍被迫宣佈破產。
廖子明私人執業多年來的收入甚豐，但他晚年接受訪問的時候形容自己「幫的統統是壞人，內心很不舒服」，因此當他在1973年10月奉委御用大律師後，便急不及待地於同年12月選擇加入司法部（後改稱司法機構），出任地方法院法官。他隨後於1980年升任高等法院原訟庭按察司（後改稱大法官），1994年再出任上訴庭大法官（香港主權移交後改稱上訴庭法官）。

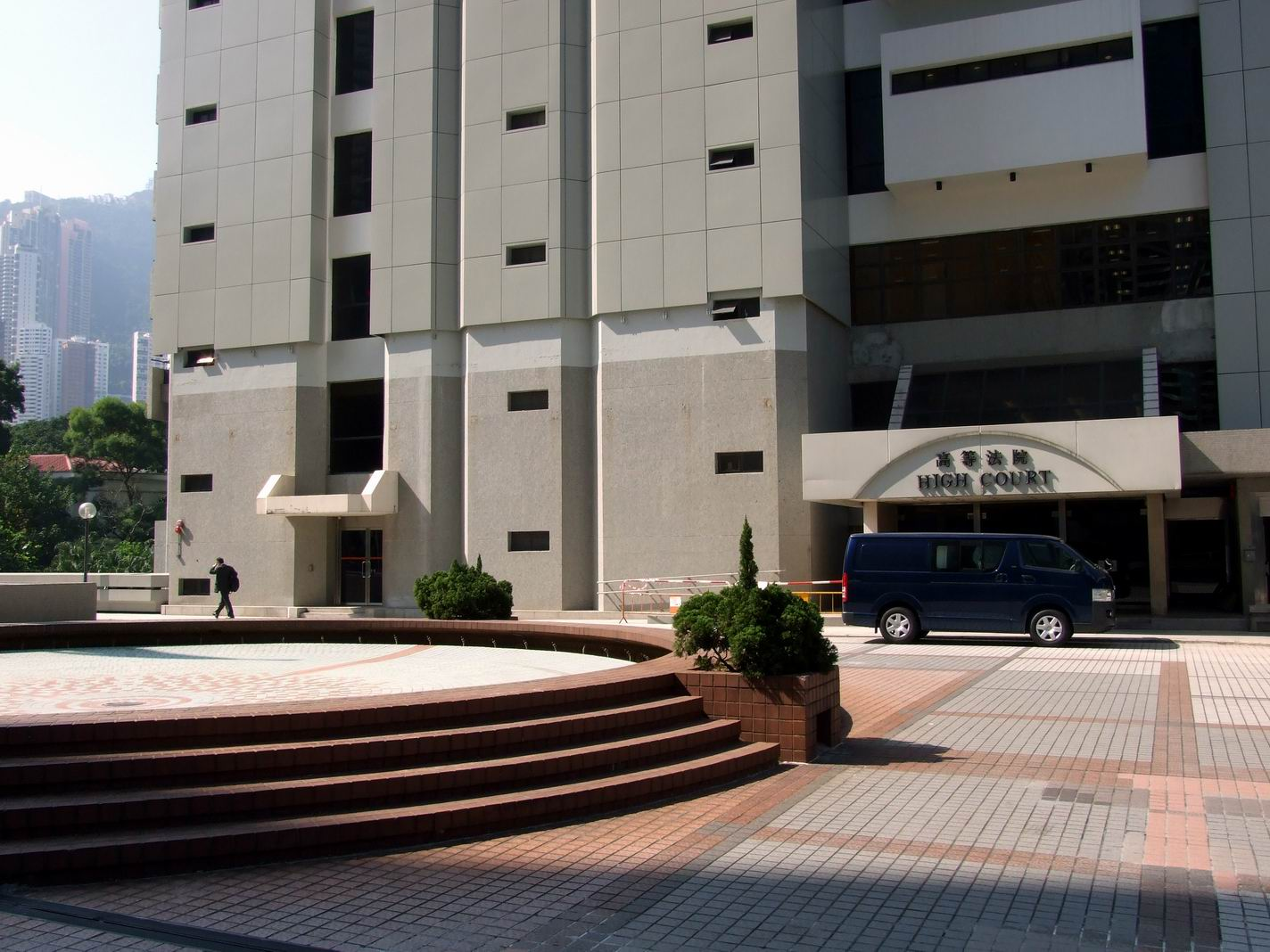
廖子明在1994年至1999年任香港高等法院上訴庭法官

任職司法部26年間，廖子明在業內以秉公審案和耐心著稱。他還時刻避免出現潛在利益衝突，每次審理胞妹廖瑤珠或其律師行有份參與的案件時，他都會作出申報；有次審理一宗涉及一家中資國貨公司的訴訟時，他甚至詳細申報持有該百貨公司的折扣卡，以示公允。此外，他任內曾推動法庭內使用中文聆訊，又於1978年至1989年兼任汶萊司法專員。
廖子明審理過的一些重大案件包括在1976年主審涉及皇家香港警隊的九龍交通部集體貪污案。該案於當年8月審結，審訊歷時三個月，先後多達12人被裁定貪污受賄等罪名成立。另外於1980年1月，他在覃錫錚持槍行劫和殺警案中，根據陪審團建議裁定覃錫錚謀殺罪名成立，依例頭戴黑紗判處被告死刑（後按慣例由港督麥理浩爵士特赦，改判終身監禁）。1989年10月，他審理另一宗由八珍創辦人伍偉森死後引發的爭產案時，罕有地援引《大清律例》，指出男丁只可同時擁有一名在生的正室妻子，故裁定伍偉森在世的兩名妻子，只有先娶的一位可獲正室名份，因此也只有一位正室有權保管遺產。
在法庭以外，廖子明還於1985年4月獲委任為法律改革委員會有關刑事訴訟保釋問題的小組委員會主席，就保釋問題展開研究。委員會隨後於1989年12月完成《刑事訴訟的保釋問題報告書》，該報告書除了提出確立保釋的權利，強調保釋應該是任何罪行所有被告都應有的一項普遍權利外，又訂出各種例外情況、規範為保釋訂下額外條件的安排，以及加重違反保釋規定的罰則。報告書的建議後透過《刑事訴訟程序（修訂）條例》在1994年得到立法局通過而落實。
與父親廖恩德和胞妹廖瑤珠一樣，廖子明在任法官期間也富親中色彩。早在1985年，他已經隨時任首席按察司羅弼時爵士、以及按察司李福善、楊鐵樑和賈施雅組成代表團出訪北京和西安，以了解中港兩地法制的差異；後來他又曾以香港本地法官協會主席身份率團訪問中國大陸，以加強兩地司法人員交流。1985年，傳媒還披露中方曾招攬他出任香港基本法諮詢委員會其中一名委員，但他為免其法官身份引起尷尬而婉拒任命。1995年11月，親中報章《文匯報》引述廖子明在一個場合上附和中方立場，對港府制訂的《香港人權法案條例》加以批評，認為條例不利於香港司法制度，也會損害執法部門維持治安的效能；不過，司法機構發言人隨後否認廖子明接受過《文匯報》的訪問。

### 晚年生涯
廖子明在1997年香港主權移交前夕曾與私人執業的御用大律師李國能，爭逐香港終審法院首任首席法官的席位，但他最終因被指親中形象過於鮮明而落空。主權移交後不久，他於1999年8月從上訴庭退休，退休前於同年7月獲特區政府頒授金紫荊星章，以肯定他多年來在司法界的表現。退任法官後，他曾在香港城市大學和北京大學兼任法律教授，又任中國法學會理事；2003年非典型肺炎肆虐香港期間，他還於當年4月獲浸會醫院委任到一個獨立調查委員會出任主席，負責調查院方被指涉嫌隱瞞疫情的指控。
廖子明退休後也曾發表不少政論，當中包括在2003年表態支持特區政府就備受爭議的《基本法》第23條展開立法工作，以及在2005年支持特區政府提出的政改方案，立場與抵制方案的泛民主派相左。此外，他又先後寫過How Are We Judged?和《驚濤歲月中的香港黑社會》兩本著作，回顧自己的法律生涯，而後者也特別探討香港黑社會在1997年後受到的衝擊。
2012年初，香港大學外科系前系主任黃健靈教授被控虧空公款的時候，曾在法庭上披露他曾向五名資深法律界人士、包括兩名退休法官尋求法律意見，並指綜合各人意見後認為他在事件發生初期可自行處理，無需報警。經控方要求下，黃健靈後來披露兩名資深退休法官分別是廖子明和已經身故的梁紹中，引來傳媒報導。廖子明到晚年仍在香港過著正常的退休生活，2013年10月16日凌晨時份，外出用膳的他返回半山區寓所後懷疑心臟病發，其後被本已就寢的妻子發現倒斃於浴缸中，終年82歲，與他相識逾30年的執業資深大律師清洪等多名法律界人士，均對其逝世表示哀悼。

## 個人生活
廖子明於1954年在英國倫敦娶外籍女子安娜瑪麗·馬倫特（Annemarie Marent）為妻，他生前曾是香港會會員。

## 部份著作
- Liu, Benjamin T. M., How are We Judged?. Hong Kong: City University of Hong Kong Press, 2000. ISBN 978-9-62937-053-4
  - （直譯：廖子明著，《我們如何被審？》。香港：香港城市大學出版社，2000年。）
- Liu, Benjamin T. M., Hong Kong Triad Societies before and after the 1997 Change-over. Hong Kong: Net e-Pub., 2001. ISBN 978-9-62861-558-2
  - （中文版：廖子明著、孫衛忠譯，《驚濤歲月中的香港黑社會》。香港：網上電子出版有限公司，2003年。ISBN 978-9-62864-217-5）

## 榮譽
- 以下列出榮譽全稱及縮寫：^ 
  - 御用大律師（Q.C.） （1973年10月6日[10]）
  - 金紫荊星章（G.B.S.） （1999年7月1日[24]）

## 注腳
1. ↑  "Liu, Benjamin Tsz Ming" (retrieved on 20 October 2013)
2. 1 2 3 4  Wong (17 October 2013)
3. 1 2 3 4 5  〈訃文〉（1988年3月15日）
4. 1 2 3 4 5 6 7  〈名西醫廖恩德逝世〉（1988年3月15日）
5. 1 2 3  〈廖子明奉委御用大律師〉（1973年9月20日）
6. 1 2 3  Cheng (2002), p. 125.
7. 1 2  〈納祺大律師代表二百零八名債權人反對銀行清盤結束〉（1965年5月9日）
8. 1 2  〈廖子明大律師陳詞不同意頒發調節令〉（1965年5月16日）
9. 1 2 3 4  〈曾角逐終院首席：退休法官廖子明逝世〉（2013年10月17日）
10. 1 2  〈何伯勵方棟廖子明奉委為御用大律師〉（1973年10月7日）
11. ↑  〈兩御用大律師分別出任法官〉（1973年12月2日）
12. 1 2 3 4 5 6 7 8 9  〈上訴庭前副庭長廖子明逝世〉（2013年10月17日）
13. 1 2  〈九龍交通部集體貪污案審結，五名被告分別判囚〉（1976年8月7日）
14. ↑  鄧翼群（2012年），頁76。
15. 1 2  〈兩婦為巨額遺產興訟，法官引大清律例裁決〉（1989年10月11日）
16. 1 2  《刑事訴訟的保釋問題報告書》（1989年12月），頁1至2。
17. ↑  〈法改會報告書提建議，編訂法則確立保釋權〉（1989年12月20日）
18. 1 2  〈法改會刊物：《刑事訴訟的保釋問題》〉（造訪於2013年10月20日）
19. ↑  〈羅弼時偕四位按察司北訪談中港司法制度〉（1985年10月21日）
20. ↑  《中國法律年鑑1997》（1997年），頁1114。
21. ↑  〈鄧蓮如陳壽霖廖子明等原在諮委名單榜上有名〉（1985年11月29日）
22. 1 2  《中國時報周刊》（1995年），頁120。
23. ↑  趙文宗（1999年），頁146。
24. 1 2  〈一九九九年授勳名單〉（1999年7月1日）
25. 1 2 3 4  〈前法官廖子明浴缸猝死〉（2013年10月17日）
26. 1 2  〈法庭：黃健靈兩軍師法官曝光〉（2012年2月8日）
27. ↑  "England & Wales marriages 1837-2008" (retrieved on 13 February 2014)
28. ↑  梁福麟（1996年），第一頁。

### 中文資料
- 〈納祺大律師代表二百零八名債權人反對銀行清盤結束〉，《華僑日報》第二張第二頁，1965年5月9日。
- 〈廖子明大律師陳詞不同意頒發調節令〉，《華僑日報》第二張第二頁，1965年5月16日。
- 〈廖子明奉委御用大律師〉，《華僑日報》第三張第一頁，1973年9月20日。
- 〈何伯勵方棟廖子明奉委為御用大律師〉，《香港工商日報》第八頁，1973年10月7日。
- 〈兩御用大律師分別出任法官〉，《華僑日報》第二張第二頁，1973年12月2日。
- 〈九龍交通部集體貪污案審結，五名被告分別判囚〉，《大公報》第五版，1976年8月7日。
- 〈羅弼時偕四位按察司北訪談中港司法制度〉，《華僑日報》第一張第一頁，1985年10月21日。
- 〈鄧蓮如陳壽霖廖子明等原在諮委名單榜上有名〉，《大公報》第四版，1985年11月29日。
- 〈訃文〉，《華僑日報》第一張第二頁，1988年3月15日。
- 〈名西醫廖恩德逝世〉，《華僑日報》第三張第三頁，1988年3月15日。
- 〈兩婦為巨額遺產興訟，法官引大清律例裁決〉，《大公報》第六版，1989年10月11日。
- 〈法改會報告書提建議，編訂法則確立保釋權〉，《大公報》第七版，1989年12月20日。
- 《刑事訴訟的保釋問題報告書 （页面存档备份，存于）》。香港：香港法律改革委員會，1988年12月。
- 《中國時報周刊》。香港：中國時報周刊，1995年。
- 梁福麟著，《香港主權移交前後》。香港：廣角鏡出版社，1996年。ISBN 978-9-62226-407-6
- 《中國法律年鑑1997》。中國：中國法律年鑑社，1997年。
- 趙文宗著，《香港法律與社會工作》。香港：進一步多媒體有限公司，1999年。ISBN 978-9-62832-623-5
- 〈一九九九年授勳名單 （页面存档备份，存于）〉，《香港特別行政區政府新聞公報》，1999年7月1日。
- 鄧翼群著，《殺警檔案：香港警察浴血重案》。香港：日閱堂出版社，2012年。ISBN 978-9-88813-553-0
- 〈法庭：黃健靈兩軍師法官曝光 （页面存档备份，存于）〉，《東方日報》，2012年2月8日。
- 〈上訴庭前副庭長廖子明逝世 （页面存档备份，存于）〉，《蘋果日報》，2013年10月17日。
- 〈曾角逐終院首席：退休法官廖子明逝世〉，《明報》，2013年10月17日。
- 〈前法官廖子明浴缸猝死〉，《星島日報》，2013年10月17日。
- 〈法改會刊物：《刑事訴訟的保釋問題》 （页面存档备份，存于）〉。香港：香港法律改革委員會，造訪於2013年10月20日。

### 英文資料
- Edited by Cheng, Kai-ming, Growing with Hong Kong: The University and Its Graduates: the First 90 Years （页面存档备份，存于）. Hong Kong: Hong Kong University Press, 2002. ISBN 978-9-62209-613-4
- Wong, Hilary, "Retired appeal court judge Liu dead at 82", The Standard, 17 October 2013.
- "Liu, Benjamin Tsz Ming （页面存档备份，存于）", Webb-site Who's Who, retrieved on 20 October 2013.
- "England & Wales marriages 1837-2008 （页面存档备份，存于）", Genes Reunited, retrieved on 13 February 2014)

## 外部連結
- 《刑事訴訟的保釋問題報告書 （页面存档备份，存于）》（1988年12月）